# VESA匯流排
- 上：SVGA VLB 擴充卡
- 下：主機版上的數個ISA和VLB插槽

VESA匯流排或者VESA本地匯流排（VESA Local Bus，簡寫為VL-Bus或VLB）是一個擴充標準工業插槽（ISA）的匯流排，這個標準大多被用在電腦上。VLB作為ISA的高速擴充，負責掌控裝置的記憶體映射I/O和直接記憶體存取（DMA），而ISA本身則掌控中斷和端口映射 I/O。
VLB插槽本身就是既有ISA插槽的延伸，伸長的部份通常被塗成棕色，和一般黑色ISA插槽分別。然而具VLB擴充的插槽也可以當作ISA插槽使用，但兩者無法同時給兩張不同擴充卡使用。由於VLB伸長ISA，所以VLB擴充卡都十分的長，與老式的IBM XT擴充卡相似。而伸長的部份則和之後的PCI插槽相似。
至1996年，英特爾推出奔騰（Pentium）CPU與Triton晶片組和新的PCI架構挾其優勢取代了80486的市場，VLB也就隨之而去。後期的80486主機板除了VLB以外，也都搭配了PCI插槽，甚至取代了VLB。

## 限制
VLB當初即被設計為一個過渡性的規格，以擴展ISA有限的頻寬，因此它有數個限制其後來潛力的瑕疵：
- 80486 依賴性：VLB重度的依賴80486的記憶體匯流排設計。當奔騰在1995年前後逐漸被市場接受時，它的匯流排設計有很大的不同，而VLB並不適應這樣的設計，這也造成要移植VLB到非x86平台幾乎不可能。只有少數的帶VLB主機板曾販售，例如IBM以其486SLC2處理器為基礎，設計了OPAL主機板，它提供了兩個VLB插槽。
- 有限的插槽數：雖然當時大多數的PC都提供五到六個ISA插槽，但是至多只能提供兩個VLB插槽。原因是VLB作為80486記憶體匯流排的分支，VLB無法提供足夠的電力給兩個（最多三個）VLB擴充卡。
- 可靠性問題：造成插槽限制的電力問題同樣也造成了其他問題。擴充卡之間會有相互干擾的問題，尤其對低階的主機板而言更是如此。當一些重要的裝置如硬碟控制器受到干擾時，很有可能發生大規模的資料損失。
- 安裝困難：由於它的長度和針數的數量，使VLB擴充卡有難以裝置和拆除的惡名。必須施以很大的力量，對於擴充卡和主機板來說都是很大的壓力，也常常造成元件的斷裂。還有機殼空間不足容納VLB擴充卡，或者由於空間不足而難以安裝的例子。

即使有這些問題，VLB在486主機板上十分常見，也許有半數的486系統都裝有VLB顯示卡。不過，早期的486系統並沒有VLB，因為它在數年後才出現。

## 技術資料
| 匯流排位元數 | 32 bits |
| 相容         | 8 bit ISA, 16 bit ISA, VLB |
| 針數         | 112 |
| Vcc電壓      | +5V |
| 時脈         | 486SX-25: 25 MHz 486DX2-50: 25 MHz 486DX-33: 33 MHz 486DX2-66: 33 MHz 486DX4-100: 33 MHz 486DX-40: 40 MHz 486DX2-80: 40 MHz 486DX4-120: 40 MHz 486DX-50: 50 MHz（規格外） |
| 頻寬         | 25 MHz: 100 MB/s 33 MHz: 133 MB/s 40 MHz: 160 MB/s 50 MHz: 200 MB/s（規格外）                                                                                             |

## 幽默
VLB這個縮寫有時候被戲稱成「Very Long Bus（很長的插槽）」，代表VLB佔去不少空間的尺寸。

## 同見
- 工業標準架構（ISA）
- 延伸工業標準架構（EISA）
- 微通道架構（MCA）
- NuBus
- AGP
- PCI
- PCI-Express
- 裝置頻寬清單